# Amputation
Amputation betegner fjernelsen af en ekstremitet, enten ved et lægeligt indgreb eller som følge af et fysisk trauma.
Amputationen kan enten foregå kirurgisk eller som en del af en medicinsk behandling. Langt størstedelen af disse indgreb omfatter fod eller ben og skyldes oftest kredsløbsforstyrrelser, sukkersyge eller koldbrand.
Historisk var amputation et livsfarligt indgreb, hvorfor operationen gennemførtes så hurtigt som muligt – helst i løbet af et par minutter. Det betød, at amputationsstumpen var af ringe kvalitet og at den amputerede derfor ikke kunne få en protese. I dag kan stumpen i langt de fleste tilfælde forsynes med en protese.
I visse dele af verden anvendes amputation desuden som metode til at straffe kriminelle, f.eks. i lande, der har sharialovgivning.
| Lægevidenskab | Spire Denne artikel om lægevidenskab er en spire som bør udbygges. Du er velkommen til at hjælpe Wikipedia ved at udvide den. |